# Jean-Paul Savigny
Jean-Paul Savigny est un artiste peintre français né à Pont-Aven le 17 juin 1933 et mort le 28 juillet 2001 à Saint-Herblain. Il fait partie d’une des grandes familles d’artistes de la Bretagne, influente à Pont-Aven.

## Biographie

### Naissance et famille
Jean-Paul Savigny naît le 17 juin 1933 à Pont-Aven.
Ses deux grands-pères, sa grand-mère maternelle, ses oncles et ses tantes sont des artistes peintres, graveurs sculpteurs, céramistes. Parmi eux, Henri Delavallée, un des chefs de file de l’école de Pont-Aven, ami d'Émile Bernard et de Gauguin. Son oncle, Jean Gabriel Henri Delavallée est également sculpteur.
Son grand-père paternel est Azema Savigny, artiste peintre ayant reçu plusieurs fois la médaille d’or au salon de Paris. Son oncle Pierre Eugène Savigny est un des grands peintre de sa génération. Sa tante, Berthe Savigny, sculpteuse et peintre est particulièrement connue pour ses bébés et ses statuettes en céramiques, avec la maison H.B à Quimper.

### Histoire
Jean-Paul Savigny trouve sa vocation d’artiste en 1939, dans l’atelier de son grand père, Henri Delavallée. Émile Bernard, ami de la famille, lui fait en cette même année son portrait. Il a de même fait la Sainte Famille, un tableau le représentant avec son père Paul Savigny, sa mère Yvonne Delavallée et sa sœur. Il commence dès lors à dessiner et à peindre, avec l’encouragement d’Émile Bernard et d’Albert Raty.
Paul Fort, qui est beau-frère d’Émile Bernard, lui fait découvrir les paysages de la nature, et c’est ce qu’il représentera dans une grande majorité de ses œuvres. Il fait également la rencontre du prince des gastronomes Curnonsky, et du peintre Émile Compart.
Son père décède en 1948, par la suite, il décide d’entrer aux beaux-arts de Quimper sous la direction de Robert Villard durant deux années. Il s'installe ensuite à Paris (boulevard Pereire) où il restera jusqu’en 1952. En 1953, il va à l’académie Julian dans le 6e arrondissement de Paris, où il apprend à faire de la gravure et de la fresque avec Duco de la Haille, et le graveur Robert Cami. Il fait la rencontre de Willy Bindels, artiste peintre hollandais, et de Pierre Gilles, peintre rennais. 
En 1955, il retourne à Pont-Aven, et se fait d’autres amis comme André Even et Fernand Daucho. La même année il se marie avec une Bretonne, et ils s'installent dans la ville de Scaër en 1957. 

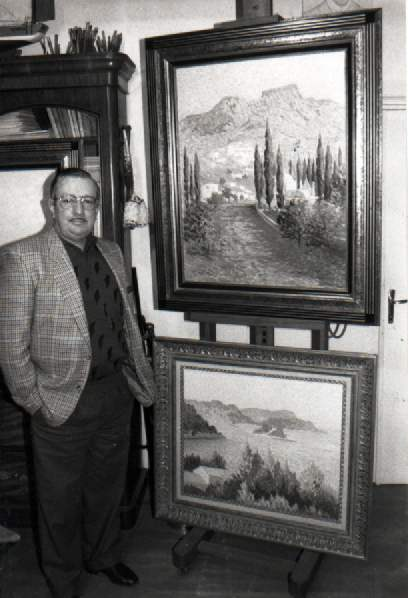

Il abandonnera la peinture au couteau progressivement pour finalement se faire à l’impressionnisme, avec le principe de décomposition de la lumière.
En 1963, il accède à la Pinacothèque vaticane ; et par ailleurs le musée du Vatican conserve Nature morte aux œillets.  
En 1970 il fait exposition à la Galerie Fouillen à Quimper. Le musée de Brest s’acquiert Neige à Kernéant. Un an plus tard, c’est à l’exposition au château de Kernuz à Pont-l’Abbé de voir le jour. En 1972, il part faire voyage en Grèce, qui sera source de son inspiration pour concevoir ses œuvres en compagnie des paysages bretons. 
En 1975, une exposition organisée par FR3 Pays de Loire ouvre en Allemagne. Il organise également une rétrospective sur son grand-père Henri Delavallée au Musée de Pont-Aven, pour inaugurer par le même instant la nomination d’une place à son nom. Jean-Paul Savigny fera ses expositions à l’hôtel de ville, et après cette année-là, il se met à en faire plusieurs dans toute la France jusqu'en 2000. Une exposition permanente a été faite en la mairie de Scaër. Ses œuvres sont disséminées à travers le monde.     
Il sera en activité jusqu'aux années 2000.